# WONDER-MUSEUM
『WONDER-MUSEUM』（ワンダーミュージアム）は、Little Seraphの1作目のアルバム。2001年10月5日、Wonder-Factoryより発売された。

## 概要
- 声優の丹下桜が、Little Seraph名義でリリースした1作目のアルバム。
- 作詞はSERA名義となっている。シングル「AIR COMMUNICATION」ではLittle Seraph名義になっていた曲もSERA名義に変更されている。
- シングルではローマ字名義になっていた作曲・編曲者は、日本語表記に変更されている。
- WONDER-NETのみでの販売で、市販はされていない。WONDER-NETの会員の場合、送料が無料になる。
- 初回限定盤はスペシャルパッケージ仕様で、ANGELIC ALICEのスペシャルトランプカードが6枚封入されている。
- 現在もWONDER-NET上で発売されている。

## 収録曲
1. 奇蹟の風 -Prelude version- [4:12]
作詞：SERA、作曲：相川夏希、編曲：吉田潔
2ndシングルアレンジ
2. プラチナ・スノウ [4:24]
作詞：SERA、作曲：相川夏希、編曲：吉田潔
3. SUN SPLASH [4:55]
作詞：SERA、作曲・編曲：朝井泰生
4. 眠れる森 [4:19]
作詞：SERA、作曲・編曲：朝井泰生
5. AIR COMMUNICATION -Nature mix- [5:03]
作詞：SERA、作曲：相川夏希、編曲：吉田潔
1stシングルアレンジ
6. 君のサイドシート [4:58]
作詞：SERA、作曲：相川夏希、編曲：吉田潔&相川夏希
7. NEAR LOVE [4:18]
作詞：SERA、作曲：相川夏希、編曲：吉田潔
8. REVIVE [4:14 ]
作詞：SERA、作曲・編曲：朝井泰生
9. 暁の天使 [5:50]
作詞：SERA、作曲：吉田潔&相川夏希、編曲：吉田潔
10. early summer [4:45]
作詞・作曲：SERA、編曲：吉田潔
11. BELIEVE [4:58]
作詞：SERA、作曲・編曲：相川夏希